# Garcinia semseii
Garcinia semseii är en tvåhjärtbladig växtart som beskrevs av B. Verdcourt. Garcinia semseii ingår i släktet Garcinia och familjen Clusiaceae. Inga underarter finns listade i Catalogue of Life.